# Den Romerske Republiks sidste borgerkrig
Den Romerske Republiks sidste borgerkrig (32-30 f.Kr.), undertiden også omtalt som Borgerkrigen mellem Antonius og Octavian, var den sidste borgerkrig i den Romerske Republik, som blev udkæmpet mellem Marcus Antonius (støttet af Kleopatra og dermed det Ptolemæiske Egypten) og Octavian. I 32 f.Kr. overtalte Octavian det romerske Senat om at erklære krig mod den egyptiske dronning Kleopatra. Hendes elsker og allierede Marcus Antonius, som var Octavians rival, støttede hendes sag. Fyrre procent af det romerske Senat, sammen med begge konsuler, forlod Rom for at slutte sig til krigen på Antonius' side. Efter en afgørende sejr for Octavian ved Slaget ved Actium, trak Kleopatra og Antonius sig tilbage til Alexandria, hvor Octavian belejrede byen, indtil både Antonius og Kleopatra blev tvunget til at begå selvmord.
Krigen involverede nogle af de største romerske hære, der nogensinde er set. Både Antonius og Octavians legioner var erfarne veteraner fra tidligere borgerkrige, der havde kæmpet sammen, og mange havde også engang tjent under Cæsar. De to rejste dog deres egne legioner separat.
Efter krigens afslutning bragte Octavian fred til den romerske stat, som havde været plaget af et århundredes borgerkrige, hvilket markerede begyndelsen på Pax Romana, en periode med relativ intern fred og stabilitet. Octavian blev den mest magtfulde mand i den romerske verden, og Senatet tildelte ham ærestitlen Augustus i 27 f.Kr. Octavian, nu Augustus, blev den første romerske kejser og omdannede den Romerske Republik til det Romerske Kejserrige.